# Manorville, Pennsylvania
Manorville är en kommun av typen borough i Armstrong County i Pennsylvania. Vid 2010 års folkräkning hade Manorville 410 invånare.